# Howard Wexler (Kameramann)
Howard Adam Wexler (* 20. September 1949 in Hollywood, Kalifornien) ist ein US-amerikanischer Kameramann.

## Leben
Howard Adam Wexler arbeitete zunächst als einfacher Kameramann ab Mitte der 1970er Jahre im Filmgeschäft. Seit 1984 tritt er vor allem als eigenständiger Kameramann in Erscheinung. Beinahe von Beginn an arbeitete er regelmäßig mit dem Regisseuren und Produzenten Charles Band und David DeCoteau zusammen. Auch mit Andy Sidaris kooperierte er bei mehreren Filmen. Sein Schaffen umfasst mehr als 175 Produktionen, in der Mehrheit B-Filme. In den frühen 1990er Jahren und in den 2010er Jahren war er gelegentlich auch als Produzent tätig. Mit Loving Lulu (1992) und Infection – Die Invasion hat begonnen (2010) inszenierte er zwei Spielfilme.

## Filmografie (Auswahl)
- 1985: Malibu-Express (Malibu Express)
- 1986: Banzai Runner
- 1986: Hard Ticket to Hawaii
- 1987: Arizona Heat
- 1988: Die Hawaii Connection (Picasso Trigger)
- 1989: Savage Beach
- 1989: Die Favoritin (The Favorite)
- 1991: Banzai Runner
- 1992: Loving Lulu (Regie)
- 1992: Dream Evil
- 1995: Killing for Love
- 1995: Heißer Draht (Over the Wire)
- 1998: Curse of the Puppetmaster
- 1999: Alien Arsenal – Welt in Gefahr
- 1999: Scream of the Mummy (Ancient Evil: Scream of the Mummy)
- 1999: Totem – Die Alptraum-Kreaturen kommen (Totem)
- 2000: Brotherhood: Die Macht des Blutes (The Brotherhood)
- 2001: Final Stab – Du bist tot! (Final Stab)
- 2008: Tru Loved
- 2009: Hydra – The Lost Island (Hydra, Fernsehfilm)
- 2010: Infection – Die Invasion hat begonnen (Infection: The Invasion Begins, Regie)
- 2013: Gingerdead Man Vs. Evil Bong
- 2016: Attack of the Killer Donuts
- 2016: Evil Bong: High 5
- 2017: Evil Bong 666
- 2018: Evil Bong 777
- 2020: Corona Zombies